# Domenico Codagli
Nelle pagine conclusive del volume Historia dell'isola e monasterio di S. Secondo di Venetia, descrivendo «tutti i Presidenti e Vicarij di S. Secondo di Venetia», il Codagli non si esime dal citare anche se stesso in quanto priore allora in carica del monastero. Più che un'autobiografia, tuttavia, il testo può essere considerato soprattutto un catalogo "ragionato" delle sue opere, edite e inedite.
«Il R.P.F. Domenico Codagli Predicator egregio, egli ancora predicò in diverse Città d'Italia con spirito e devotione, et l'anno 1602, con l'occasione di haver predicato quella Quadragesima al Duca et la Duchessa di Parma, gli dedicò un Elogio spirituale, libro che comprende la vita di S. Raimondo terzo Generale dell'ordine de Predicatori. Diede anco in luce l'Historia della Patria sua divisa in otto libri, con un'altra gionta detta le "Annotationi" sopra la medesima opera, per le quali fu da quella Communità provisionato. Essendo Predicatore in Venetia, fece un altro libro latino dell'origine del Convento di S. Domenico di Castello chiamato Esordio, et ultimamente questi doi libri in lode dell'Isola di S. Secondo. Piacendo a Dio si vedranno presto di lui altri doi libri latini, uno nel detto Esordio, et l'altro de gli Huomini Illustri del sopradetto Convento. Hà scritto in eroico stile la vita di S. Secondo Martire, l'origine del Convento degli Orzi, detto delle Grazie. Un libro di Prediche Quadragesimali intitolato da lui la Sferza del Peccatore, pieno di bellissime prattiche Moralità, e Riprensioni, un altro de versi e sonetti gravi in soggetto diverso, et le vite in lingua Latina de gl'infrascritti Padri. Del Beato Giovanni Fiorentino primo Priore di S. Domenico di Venetia, et Cardinale di Santa Chiesa; del Beato Nicolò da Ravenna, del Beato Roberto da Napoli, del Beato Agostino da Biella, del Beato Thomaso da Siena, del Beato Lodovico Michaele da Venetia, di F. Thomaso Donato, e F. Girolamo Querini Patriarchi di Venetia, di Frat'Angelo Bragadeno Vescovo di Vicenza, di F. Girolamo Trevisano Vescovo di Verona, di F. Lorenzo da Bergomo Vescovo di Modrone, di Frat'Adriano Valentigo Vescovo di Capo d'Istria, di Maestro Gabriele, et Maestro Heliseo da Venetia. Ora scrive d'altri tre Vesc. vivi, e fece nel suo governo la nova Sacristia con un Atrio innanzi, remodernò le Camere de Presidenti del Convento, e procurò che in tempo suo con l'assistenza de tre Vescovi de la Religione fusse consecrata la Chiesa, e l'Altare di S. Secondo. Piaccia a Dio de dargli un bono e degno soccessore.»
Domenico (battezzato Attilio) Codagli (Orzinuovi, 1562 – Venezia, 1610 circa) è stato un religioso e scrittore italiano.

## Biografia
Nato nella bresciana Orzinuovi «da una famiglia non del tutto oscura», Attilio (prenderà il nome di Domenico facendosi frate domenicano) Codagli (o, in latino, Codalius, Codaleus e anche de Cottalibus) divenne frate domenicano a Brescia nel convento di San Clemente per essere poi trasferito, nel 1585, a quello veneziano di San Domenico di Castello da dove svolse un'intensa attività di predicazione in tutta Italia. Dal 1607 al 1610 fu priore del monastero di San Secondo, sempre a Venezia.
Come storico è noto soprattutto per aver scritto una Historia Orceana pubblicata nel 1592. In queste pagine il frate ripercorre la storia della sua terra a partire dalla fondazione della cittadina di Orzinuovi, ricostruendo la storia a lui più lontana in modo poco attendibile, ma riportando informazioni precise ed affidabili sugli eventi del suo secolo.

## Opere
- L'Historia Orceana, del R.P.F. Domenico Codagli, predicatore. Nella quale si trattano le guerre et le cose avvenute in questa sua patria, ch'abbracciano quasi dua milla anni. Come pervenne sotto il felicissimo stato de Venetiani, et molti casi occorsi in diverse parti del mondo. Aggiontevi due annotationi, una copiosissima tavola delle cose più notabili, l'argomenti a ciaschedun libri et le postille a luoghi debiti, Brescia, Giovanni Battista Borella, 1592. Ristampa anastatica: Storia di Orzinuovi, Orzinuovi, Biblioteca Comunale, 1979.
- Exordium praeclarissimus conventus, ac sacrae aedis, Sancti Dominici de Castello Venetiarum, Venezia e Brescia, Vincenzo Sabbio, 1601.
- Elogio spirituale del r.p.f. Domenico Codagli da gli Orci Nuovi predicatore. Nel quale con passaggio di bellissime historie, et similitudini, si spiegano le meravigliose cose, che in vita e doppo morte operò il gloriosissimo s. Raimondo ... Consacrato alla ... duchessa di Parma, d. Margarita Aldobrandini. Con una tavola delle cose più memorabili, Brescia, Comino Presegni, 1602.[6]
- Historia dell'isola e monasterio di S. Secondo di Venetia... Con un cronico in fine, del nome et cognome di quelle abbadesse e monache, le quali vi fecero vita separata; et de tutti i presidenti, che in essa hebbero il governo, Venezia,  Francesco Rampazetto, 1609.[9]
- Compendio dell'origine, et delle donne illustri di Santa Croce di Venetia, Venezia, Francesco Rampazetto, 1610.[10]